# Friedrich August Göring

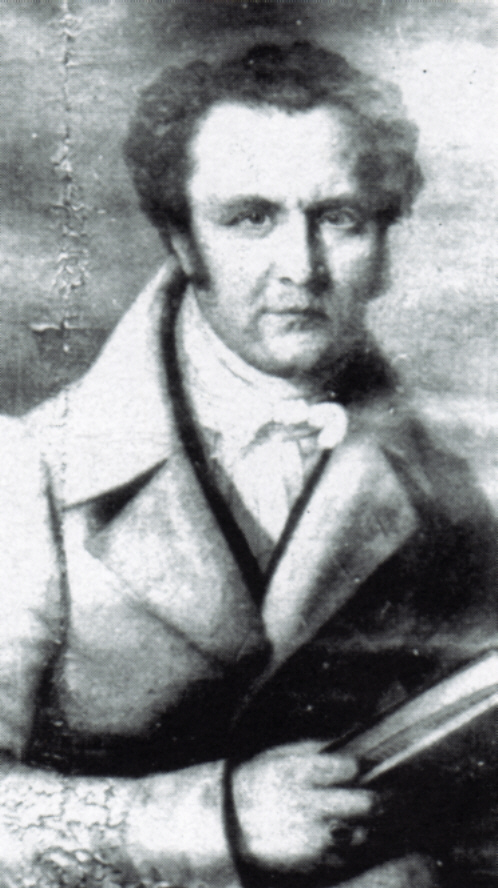
Vermutliches Porträt Friedrich August Görings

Friedrich August Göring (* 1. Februar 1771 in Stendal; † 28. September 1840 in Potsdam) war ein deutscher Lehrer. Er wirkte am Kloster Unser Lieben Frauen in Magdeburg und war Direktor des Katharineums zu Lübeck.

## Leben und Wirken
Nach Schulbesuch in Stendal und an der Domschule zu Magdeburg studierte Göring ab 1790 an der Universität Wittenberg Theologie und Philologie. 1797 schloss er seine Studien mit dem Magister-Grad ab und arbeitete zunächst als Hauslehrer auf Schloss Gröditz bei Bautzen.
1796 kam er auf Bitten von Propst Gotthilf Sebastian Rötger an das Pädagogium des Klosters Unser Lieben Frauen. Hier wurde er bald einer der engsten Mitarbeiter Rötgers bei dessen Schulreformen aus den Ideen des Neuhumanismus. Göring wirkte in zahlreichen Abhandlungen publizistisch für diese Ziele. 1800 wurde er durch Rötger (der als Propst sein Vorgesetzter blieb) zum Rektor des Pädagogiums eingeführt.
Schon 1805 sollte er nach Lübeck berufen werden, jedoch gelang es Rötger ihn zu halten. Zehn Jahre später jedoch war Göring frustriert über seine mangelnde Berücksichtigung bei der Reorganisierung des preußischen Unterrichtswesens. So nahm er 1815 den Ruf nach Lübeck, für den ihn sein Freund und Mitreformer Johann Gottfried Gurlitt empfohlen hatte, an und wurde als Nachfolger von Christian Julius Wilhelm Mosche Direktor des Katharineums.
In seiner Zeit am Katharineum setzte Göring die unter seinen Vorgängern Friedrich Daniel Behn und Mosche begonnenen Reformen fort. Dies führte zu einer Aufwertung der Schule und zu einem starken Anwachsen der Schülerzahlen, die sich in der ersten Hälfte des 19. Jahrhunderts von 120 (1803) auf 344 (1844) fast verdreifachten. Göring konsolidierte die immer noch unter den Folgen der französischen Besatzung leidenden Schulverhältnisse. 1828 führte er die Stipendienprüfung ein und schuf damit eine, dem schon länger eingeführten preußischen Abitur vergleichbare, Abschlussprüfung die es bisher in Lübeck nicht gegeben hatte. Eine befriedigende Aufteilung der beiden Zweige (Realgymnasium und humanistisches Gymnasium), die ihm schon vorschwebte, gelang erst unter seinem Nachfolger.
1830 bat Göring aus gesundheitlichen Gründen um Entbindung von seinem Amt, die ihm auch gewährt wurde, als mit Johann Friedrich Jacob ein wesensverwandter Nachfolger gefunden wurde, der schon unter Görings Leitung in Magdeburg gewirkt hatte.
Göring wurde zum Schulrat in Breslau ernannt. Es bleibt aber unklar ob damit Pflichten verbunden waren. Ein Aufenthalt dort ist bisher nicht belegt.

## Schriften (Auswahl)
- D. Martinus Lutherus quae classica Graecorum Latinorumque scripta scholis commendavit tractanda quibusque rationibus ad ea ipsa eligenda commotus est? [Drucker:] Römhild, Lubecae 1817 (Schulprogramm vom 1. Nov. 1817)
- Rationes, cur locus, qui legitur apud Ciceronem, De officiis lib. II, c. V., § 7.8 spurius dictus sit, examinantur... Lübeck 1818
- Den Manen Friedrich Herrmann's: Rede gehalten am 22. Januar 1819 im Gymnasium zu Lübeck an des Prof. Fr. Herrmann's Sarge. von Rohden, Lübeck 1819
- Ueber Schulgesetze, mit einem Anhang von Vorschriften für die Schüler des Gymnasiums und der Bürgerschule zu St. Catharinen. Schmidt, Lübeck 1819
- Nachrichten über die Entstehung und erste Einrichtung der St. Katharinenschule zu Lübeck : ... Herrn Johann Matthäus Tesdorpf ... am 2. Oct. 1823 am Tage der Feier von dessen 50jähriger Führung von Staatsämtern. Lübeck 1823
- Über den Maßstab, nach welchem die Anzahl von Lehrern an den öffentlichen Schulen bestimmt werden soll. Lübeck 1824